# I'm an Albatraoz
I'm an Albatraoz är en låt från 2014 av den svenska DJ:n och producenten Aronchupa och den svenska sångerskan Little Sis Nora. Låten har certifierats sju gånger platina i Sverige, fyrfaldig platina i Kanada, trippel platina i Italien och dubbel platina i Australien. Ordet albatraoz är påhittat men syftar på albatrossen och även namnet på en svensk elektronisk grupp som Aronchupa är medlem.

## Låtlista
1. "I'm an Albatraoz" – 2:47
2. "I'm an Albatraoz" (utökad version) – 4:28
3. "I'm an Albatraoz" (förkortad version) – 1:03